# Jean Libis
Jean Libis est un écrivain français né à Dijon en 1944. Après des études de chimie, puis de philosophie, il est devenu enseignant dans cette matière. Il a publié de nombreux récits et romans, ainsi que des essais sur Gaston Bachelard.
Enseigna la philosophie au lycée du Castel à Dijon, en tout cas pour l'année scolaire 1970-1971,  et en section "Sciences économiques", au moins.(Source : souvenirs d'un ancien élève).